# 池尻大塚古墳
池尻大塚古墳（いけじりおおつかこふん）は岐阜県関市池尻の池尻山西南麓に所在地する、古墳時代終末期（飛鳥時代）の古墳である。墳形は方墳。丸山古窯跡（美濃市）・弥勒寺官衙遺跡・弥勒寺跡とともに国の史跡・弥勒寺官衙遺跡群を構成する。墳丘盛土が失われ、横穴式石室がむき出しになった姿から美濃の石舞台古墳の異名を持つ。

## 概要
古代に武儀・郡上両郡を支配した身毛（むげつ）氏の根拠地に所在し、その一族の墓とみられている。2008年（平成16年）と2011年（平成23年）に関市教育委員会による発掘調査が行われ、詳細が明らかになった。
築造は7世紀前半で、短辺23メートル、長辺25メートルのいびつな方墳であると判明した。また石室は両袖式の横穴式石室で、羨道の長さは10.29メートル、玄室は高さ2.5メートル×幅2.66メートル×長さ4.32メートルを測り、川原石の礫床を有していた。
近畿地方の技術を導入したとみられ、大和王権より技術者が派遣された可能性が指摘されている。出土品として馬具の一部とみられる滴形の鉄地金銅張飾金具のほか、つまみ蓋つきの須恵器、土師器（小甕）に加えて灰釉陶器と13世紀の山茶碗が発見された。
2016年（平成28年）に弥勒寺官衙遺跡群の一部として国の史跡に指定された。関市は本古墳を含めた弥勒寺官衙遺跡群の史跡公園を2033年の完成を目標として整備している。